# Pascal Fritsch
Pour les articles homonymes, voir Fritsch.
Pascal Fritsch, né en 1964, est un joueur français de Scrabble.
Professeur de mathématiques, il a fait les beaux jours du club des Chiffres et lettres de Laxou. Il remporte dix victoires consécutives lors de son passage dans l'émission télévisée en 2021.
Il se passionne parallèlement pour le Scrabble, licencié au club de Strasbourg. Il remporte le championnat du monde en juillet 2006 à Tours (France). Son pourcentage à Tours (99,82 %) le place septième de tous les temps. En 2008, il est classé 8e en France, sur 15 800 joueurs. Il a aussi remporté le championnat de France de blitz en 1994 et a été huit fois champion régional d'Alsace.
Le 1er juin 2009 il remporte le Championnat de France de Scrabble duplicate en blitz avec 46 points d'avance sur Antonin Michel, le vainqueur en 2007 et en 2008.

## Palmarès
- Champion du monde : 2006[3]
- Champion de France de blitz : 1994, 2009[3]
- Champion de France en parties semi-rapides : 2004[3]
- Vainqueur de la Coupe d'Aix-les-Bains : 2003[3]
- Champion régional (Alsace) : 1996, 1997, 1998, 2003, 2004, 2005, 2006, 2007[3]